# سیارک ۲۱۰۰

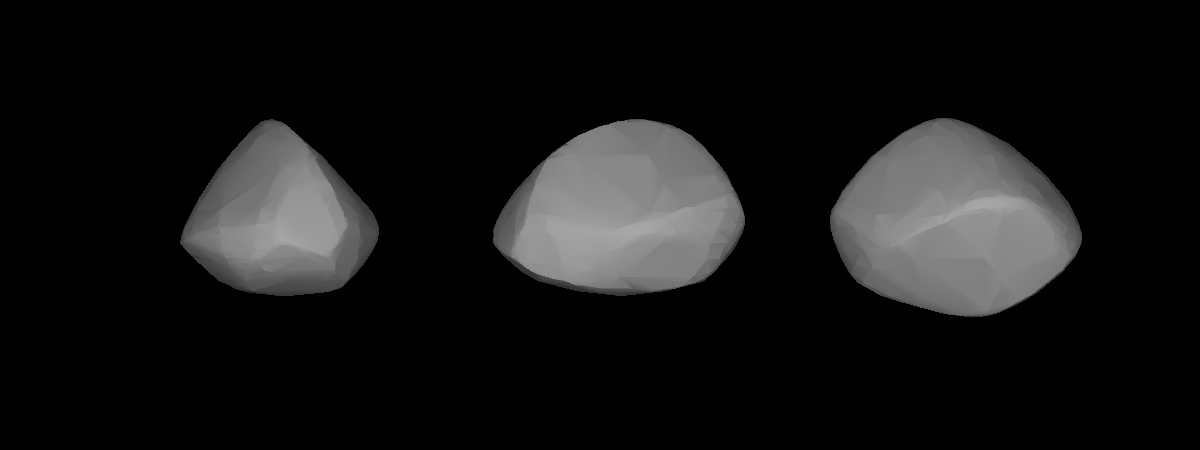
مدل سه‌بُعدی سیارک ۲۱۰۰ بر طبق منحنی نور آن

سیارک ۲۱۰۰ (به انگلیسی: 2100 Ra-Shalom، نامگذاری:1978RA) دو هزار و صدمین سیارک کشف شده است که در ۱۰ سپتامبر ۱۹۷۸ کشف شد.
قدر مطلق سیارک برابر ۱۶٫۰۵ است.